# Hasret Kayikçi
Hasret Kayikçi (Heidelberg, 6 novembre 1991) è una calciatrice tedesca, attaccante del Friburgo.

## Carriera

### Club

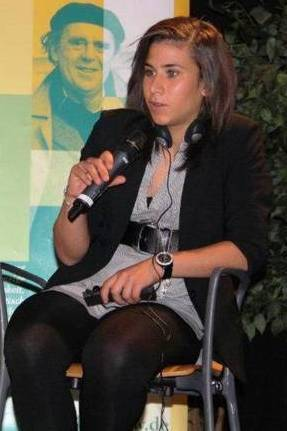
Kayikçi nel 2011.

Figlia di genitori turchi, Hasret Kayikçi cresce a Heidelberg, città extracircondariale del Baden-Württemberg sulle rive del fiume Neckar, avvicinandosi al gioco del calcio fin da giovanissima e decidendo di tesserarsi con il TSG Rohrbach, società del quartiere dove risiede, per giocare nelle sue formazioni giovanili. Nello stesso periodo viene convocata nella selezione rappresentativa della Badischer Fußballverband, la federazione calcistica locale dello Stato federato tedesco dove si mette in luce siglando 30 reti e attirando l'attenzione dei grandi club.
Durante il calciomercato estivo 2008, all'età di 16 anni, coglie l'occasione offertale dal 2001 Duisburg per trasferirsi in un club di primo piano nel panorama calcistico tedesco e con il quale fa in suo debutto in Frauen-Bundesliga il 7 settembre 2008, nell'incontro vinto 3-1 sull'Herforder, e sigla la sua prima rete una settimana più tardi, quella che al 33' porta la sua squadra sul parziale di 2-0, incontro poi terminato 4-3, in casa dell'Amburgo. Durante la sua permanenza con la società di Duisburg, Kayikçi viene inserita in rosa sia con la squadra titolare che con la formazione riserve, il 2001 Duisburg II, iscritta alla 2. Frauen-Bundesliga, avendo anche l'opportunità di debuttare in UEFA Women's Cup, l'allora denominazione del trofeo UEFA riservato alle squadre femminili di club, facendo il suo debutto il 10 ottobre 2008, durante la seconda fase a gironi della stagione 2008-2009, nell'incontro dove il Duisburg si impone per 5-1 sulle ucraine del Naftokhimik Kalush. Kayikçi festeggia con le compagne il titolo di Campione d'Europa conquistato nella doppia finale del 16 e 22 maggio dove le tedesche superano le russe dello Zvezda 2005 Perm' 6-0 all'andata e pareggiano 1-1 al ritorno. Al termine della stagione 2010-2011 lascia la società, con due DFB-Pokal der Frauen, la Coppa di Germania di categoria, in bacheca e con un tabellino complessivo di 23 incontri disputati in prima squadra, dei quali 2 in Bundesliga Cup e 2 in Champions League, e 4 reti segnate, tutte in Bundesliga.
Nel maggio 2011 si trasferisce al Friburgo. Nell'aprile 2012 è costretta a sospendere l'attività a causa di un problema al legamento crociato che si trascinava da tempo. Dopo la necessaria lunga pausa dovuta alla riabilitazione, Kayikçi torna in campo il 24 febbraio 2013, sostituendo al 68'Sonja Giraud e tornando in quell'occasione al gol segnando un minuto dopo la rete del definitivo 4-1 nell'incontro vinto sul Gütersloh. Il suo ritorno in Frauen-Bundesliga è breve, in quanto un nuovo infortunio al ginocchio la costringe ad abbandonare i campi di gioco dopo solo altre due partite, ritornando al calcio giocato solo il 30 agosto 2014, alla prima giornata della stagione 2014-2015, nella partita persa 3-0 con le campionesse di Germania del Wolfsburg. Da allora viene regolarmente impiegata nelle stagioni successive dove con le sue reti contribuisce a far raggiungere alla sua squadra la quarta posizione in campionato nelle stagioni 2015-2016 e 2016-2017, le migliori prestazioni sportive della società assieme alle semifinali di DFB-Pokal der Frauen.

### Nazionale
Kayikçi inizia ad essere convocata dalla federazione calcistica della Germania (DFB) fin dal 2008, chiamata a rappresentare il proprio paese nelle nazionali giovanili, inizialmente con la Under-17. L'allora responsabile Ralf Peter la inserisce nella rosa della formazione impegnata alla fase finale del Mondiale di categoria di Nuova Zelanda 2008. Peter la impiega in tre incontri, debuttando il 29 ottobre al Queen Elizabeth II Park di Christchurch, nell'incontro valido per la fase a gironi, gruppo B, dove la Germania si impone sulle avversarie della Costa Rica con il risultato di 5-0. Condivide con le compagne il percorso che vede la nazionale tedesca superare al primo posto il girone eliminatorio, battere 3-1 il Canada ai quarti di finale, venendo sconfitta 2-1 dagli Stati Uniti in semifinale, per infine concludere al terzo posto riuscendo a imporsi per 3-0 sull'Inghilterra.
Superati i limiti d'età l'anno successivo viene chiamata nella formazione Under-19, dove fa il suo debutto il 11 marzo 2009, dove in amichevole le tedesche superano per 3-2 le pari età dell'Inghilterra. Inserita in rosa dal tecnico Bettina Wiegmann nella squadra che affronta la fase finale del Campionato europeo di Macedonia 2010, scende in campo nelle tre partite della fase a gironi siglando una rete, quella che al 25' porta sul parziale di 2-0 la partita del 24 maggio con l'Italia, incontro terminato 4-1 per le tedesche. In totale Kayikçi veste la maglia dell'U-19 in nove occasioni, sei delle quali in amichevole, realizzando 2 reti tra il 2009 e il 2010.
Per tornare a vestire la maglia della Germania, questa volta della nazionale maggiore, deve attendere il 2016 quando Steffi Jones, fresca dell'avvicendamento alla panchina della nazionale, la inserisce in rosa nell'incontro del 20 settembre valido per le qualificazioni al campionato europeo dei Paesi Bassi 2017 dove al Gyirmóti Stadion di Győr la Germania supera per 1-0 la Ungheria. In seguito Jones la convoca all'edizione 2017 della SheBelieves Cup e successivamente ne testa le condizioni in due amichevoli prima di decidere di inserirla nella lista delle 23 giocatrici impegnate nella fase finale dell'Europeo dei Paesi Bassi 2017 emessa il 30 giugno 2017.

## Statistiche

### Presenze e reti nei club
Statistiche aggiornate al 16 dicembre 2022.
| Stagione             | Squadra              | Campionato           | Campionato | Campionato | Coppe nazionali | Coppe nazionali | Coppe nazionali | Coppe internazionali | Coppe internazionali | Coppe internazionali | Altre coppe | Altre coppe | Altre coppe | Totale | Totale |
| Stagione             | Squadra              | Comp                 | Pres       | Reti       | Comp            | Pres            | Reti            | Comp                 | Pres                 | Reti                 | Comp        | Pres        | Reti        | Pres   | Reti   |
| -------------------- | -------------------- | -------------------- | ---------- | ---------- | --------------- | --------------- | --------------- | -------------------- | -------------------- | -------------------- | ----------- | ----------- | ----------- | ------ | ------ |
| 2008-2009            | 2001 Duisburg        | BL                   | 12         | 3          | CG              | 2               | 1               | UWC                  | -                    | -                    |             | -           | -           | 14     | 4      |
| 2009-2010            | 2001 Duisburg        | BL                   | 7          | 1          | CG              | 3               | 0               | UWCL                 | 2                    | 0                    |             | -           | -           | 12     | 1      |
| 2010-2011            | 2001 Duisburg        | BL                   | -          | -          | CG              | -               | -               |                      | -                    | -                    |             | -           | -           | -      | -      |
| Totale 2001 Duisburg | Totale 2001 Duisburg | Totale 2001 Duisburg | 19         | 4          |                 | 5               | 1               |                      | 2                    | 0                    |             | -           | -           | 26     | 5      |
| 2011-2012            | Friburgo             | BL                   | 13         | 2          | CG              | 3               | 1               |                      | -                    | -                    |             | -           | -           | 16     | 3      |
| 2012-2013            | Friburgo             | BL                   | 3          | 2          | CG              | 1               | 0               |                      | -                    | -                    |             | -           | -           | 4      | 2      |
| 2013-2014            | Friburgo             | BL                   | 0          | 0          | CG              | 0               | 0               |                      | -                    | -                    |             | -           | -           | 0      | 0      |
| 2014-2015            | Friburgo             | BL                   | 21         | 4          | CG              | 4               | 2               |                      | -                    | -                    |             | -           | -           | 25     | 6      |
| 2015-2016            | Friburgo             | BL                   | 22         | 7          | CG              | 4               | 3               |                      | -                    | -                    |             | -           | -           | 26     | 10     |
| 2016-2017            | Friburgo             | BL                   | 17         | 12         | CG              | 2               | 2               |                      | -                    | -                    |             | -           | -           | 19     | 14     |
| 2017-2018            | Friburgo             | BL                   | 19         | 6          | CG              | 3               | 1               |                      | -                    | -                    |             | -           | -           | 22     | 7      |
| 2018-2019            | Friburgo             | BL                   | 1          | 0          | CG              | 0               | 0               |                      | -                    | -                    |             | -           | -           | 1      | 0      |
| 2019-2020            | Friburgo             | BL                   | 17         | 5          | CG              | 1               | 1               |                      | -                    | -                    |             | -           | -           | 18     | 6      |
| 2020-2021            | Friburgo             | BL                   | 21         | 4          | CG              | 4               | 3               |                      | -                    | -                    |             | -           | -           | 25     | 7      |
| 2021-2022            | Friburgo             | BL                   | 19         | 11         | CG              | 2               | 4               |                      | -                    | -                    |             | -           | -           | 21     | 15     |
| 2022-2023            | Friburgo             | BL                   | 10         | 1          | CG              | 2               | 1               |                      | -                    | -                    |             | -           | -           | 12     | 2      |
| Totale Friburgo      | Totale Friburgo      | Totale Friburgo      | 163        | 54         |                 | 26              | 18              |                      | -                    | -                    |             | -           | -           | 189    | 72     |
| Totale carriera      | Totale carriera      | Totale carriera      | 182        | 58         |                 | 31              | 19              |                      | 3                    | 0                    |             | -           | -           | 215    | 77     |

## Palmarès

### Trofei nazionali
- Coppa di Germania: 2

2001 Duisburg: 2008-2009, 2009-2010

### Trofei internazionali
- UEFA Women's Cup: 1

2001 Duisburg: 2008-2009

### Annotazioni
1. ↑  Il dato non è confermato dal sito della federazione tedesca che invece attesta due sole presenze nella stagione di UEFA Women's Champions League 2009-2010

### Fonti
1. ↑  (DE) Jones setzt auf Kayikci, su Morgen Web.de, 29 agosto 2014. URL consultato il 5 luglio 2016.
2. 1 2 3 4  DFB, Hasret Kayikçi.
3. 1 2   Hasret Kayikci [collegamento interrotto], su it.uefa.com.
4. ↑  (DE) SC Freiburg holt Hasret Kayikci, su womensoccer.de, 20 maggio 2011. URL consultato il 6 luglio 2017 (archiviato dall'url originale il 25 giugno 2017).
5. ↑  (DE) Zweiter Kreuzbandriss bei Kayikci, su Framba.de, 15 aprile 2012. URL consultato il 6 luglio 2017 (archiviato dall'url originale l'8 maggio 2016).
6. ↑  (DE) Der Kampf um die Meisterschale beginnt, su womensoccer.de, 29 agosto 2014. URL consultato il 6 luglio 2017 (archiviato dall'url originale il 22 febbraio 2016).
7. ↑   Hasret Kayikci [collegamento interrotto], su static.fifa.com.
8. ↑  (DE) Jones Beruft em Kader - Popp fehlt verletzt, su dfb.de, 30 giugno 2017. URL consultato il 1º luglio 2017.